# マイナスターズ
マイナスターズ（MINUSTARS）は、お笑いコンビのさまぁ〜ずの2人を中心として構成される日本の音楽バンド。さまぁ〜ずが不定期に行っているライブに登場する謎のバンドという設定。後ろ向きな姿勢と奇妙な歌詞が特徴。

## メンバー
ヘロ岡シュン（ヘロおかシュン、ヘロー） - 大竹一樹
ボーカルと作詞、一部楽曲の作曲を担当する。マイナス思考でネガティブな詞を書き、ミタムラのツッコミを一番受けている。人前が嫌いだが、1人で家で居る時は明るい。自分達のCDは売れないと思っているらしい。モノマネのレパートリーはヤワラちゃん、セルジオ越後、ジャパネットたかた。影響を受けたアーティストはさとう珠緒と安めぐみ。
当初は大竹似の別人という設定であったが、自身のライブより本人であることが発覚。大竹自身のマイナス思考がそのままキャラクターとして演じられており、大げさではあるが、大竹のネガティブな考えを歌詞に盛り込んでいる。
デカ岡ヒロシ（デカオ） - 小田真
ギター担当。関西出身。全楽曲のアレンジをし、数曲の作曲も手がける（「心配性」など）。レコーディングでは全曲のベースも弾いている。彼のバンド参加により、楽曲のクオリティが格段にアップした。
本業は日本を代表するミキシング・エンジニアでもあり、ウルフルズなどの作品に参加。音楽プロデューサーとしても活躍。アルファなどのプロデュースも手掛け、2006年12月発売の「Going!Going!Gone!」では、「デカ岡ヒロシ」名義でベーシストとギタリストのクレジットもされている。同作品のPVとライブにも、BENNIE Kと共にデカ岡ヒロシ名義で出演。それ以降、アルファの作品には欠かさずクレジットされている。
キナコキナシタ（キナコちゃん） - 髙村日菜子
キーボード（ピアノ）担当。金沢市出身。唯一の女性メンバーで、ヘローとのデュエットでのボーカル曲も存在する。ピアノ練習や難しい曲が嫌いで、本番で（リハーサルという体だが）演奏をたまにミスする。文章を書くのが苦手。衣裳に少しうるさくスタイリスト泣かせだが、身近に相談できる人がいない。
ロックバンドhina-sammue（ヒナ・サムウ）のボーカルで、本名名義で共作の作曲作品もある。『古畑任三郎』（フジテレビ）が大好き。基本的にずっと家にいるらしい。姉・純子はさまぁ〜ずのスタイリストを担当しており、本人も姉と共にスタイリストを務めていた。
吉野（よしの） - 吉野誠
鈴とコーラス担当。でも鈴は地面に置きっ放し（ヘローがうるさがるため）。サングラスと野球帽を着用しているのが特徴（基本的には埼玉西武ライオンズの帽子だが、広島東洋カープや読売ジャイアンツの帽子の時もある）。
さまぁ〜ずの後輩で、お笑いコンビ・ビームのメンバーだった。
モアイモア橋（モアイモアはし、モアイ） - たかはC
意味なしのコーラス担当。キナコの彼氏という設定。音痴。ミタムラさんが苦手。メンバーで唯一帽子をかぶっていない。
さまぁ〜ずの後輩で、一時期は付き人として行動を共にしていた。現在は放送作家として活動中。
ミタムラニクヒコ（ミタムラさん） - 三村マサカズ
マイナスターズのトータルプロデューサー。ユニット名をマヒナスターズをもじったものと勘違いしているらしい。彼の言うダジャレは誰にも聞き取ってもらえない。2001年にヘローらと出会う。当時は温厚なサラリーマンだったが、マイナスターズと接触する度に転職を繰り返し、2004年に現職に。特技は大好きなウーロンハイの続け飲みだが、飲んでいる間の出来事は全て忘れるらしい。性格は真面目で、間違いを嫌っていて指摘が多く、多少の圧迫感がある。マイナスターズと絡むと前半に全力を出しすぎ、後半には若干の疲れと多量の汗が見られる。名前として使われている「ミタムラニクヒコ」は三田村邦彦をもじったもの。テンガロンハットをかぶっている。

### 元メンバー
キノコ木下（キノコきのした） - 北村元
前身バンド「ダキョウクラブ」時のメンバー。アルバム『ネガティブハート』発売時には既に脱退しているが、自身が作曲した曲が数曲収録されている。ロックバンドhina-sammue（ヒナ・サムウ）のギターで、作曲者名のクレジットは本名によるもの。

## 来歴
2001年、マイナスターズの原型である音楽ユニット、『ダキョウクラブ』が結成される。当時のメンバーはヘローとキノコ木下の2人のみで、路上ライブを行っていたとされる（さまぁ〜ずライブ2のオープニングコントより）。
2002年、さまぁ〜ずのライブ（さまぁ〜ずライブ3）に登場した際、キナコキナシタと吉野が加入し、現在のバンド名『マイナスターズ』に改名しバンドとして正式に結成される。翌年（さまぁ〜ずライブ4）にデカオ（当時はベース担当）とモアイが加入。またこの時にライブハウスの支配人をしていたミタムラがトータルプロデューサーとして正式参加。2004年2月、キノコ木下が脱退、デカオがベースからギターに変更され現在の形が確立される。
2005年1月19日、アルバム『ネガティブハート』で東芝EMIよりメジャー・デビュー。皮切りに、1月22日にはテレビ朝日にてライブ特番が放送される。その他いくつかのラジオ、テレビ番組に出演。詳細は後述の出演の節を参照のこと。
7月27日、両A面シングル「俺なんでもいいし/カバ」をリリース。10月29日、初の単独ライブ『マイナスターズライブ 〜その日雨だけどね〜』を渋谷DUO MUSIC EXCHANGEにて決行。オープニングの「心配性」でミタムラさんの突っ込みが長くなり平然と1小節ズレてしまい、グダグダな展開が予想されたが、その後持ち直し大成功を収める。アンコールの「心配性」でも同様の失敗を犯すが、勢いで何とか切り抜けた。その模様は同年12月21日に発売された同名のライブDVDによって視聴が可能。
その後のTV番組に出る時はヘローとミタムラ以外のメンバーは流動的で、フジテレビの正月番組に出た時は
ボーカル ヘロー、ギター デカオ、キーボード 彫り深顔ことガオ（リサ・ステッグマイヤー）にミタムラの組み合わせ。
げりらっパに出た時は
ボーカル ヘロー、キーボード ROCKETMAN（ふかわりょう）、コーラス 田代さやかにミタムラの組み合わせだった。
2017年1月1日、さまぁ～ずコントTV vol.2（フジテレビ系）では、キーボード担当：さおりんことサオリン・ヨーコを渡辺早織
、ギター担当：今井ちゃんこと元SomethingELseの今井を今井千尋（本人）
、がそれぞれを担当した。

## 作品

### シングル
- 俺なんでもいいし/カバ （2005年7月27日、TOCT-22262）

### アルバム
- ネガティブハート （2005年1月19日、TOCT-25581）

### DVD
- マイナスターズライブ 〜その日雨だけどね〜 （2005年12月21日、TOBF-5437） 
  1. 〜OPENING〜
  2. 心配性
  3. 自由
  4. CMソング その1
  5. CMソング その2
  6. ネガティブハート
  7. - メンバー紹介 -
  8. 夜の夜霧
  9. ふたり
  10. 海水浴へ行こう
  11. - 手品 -
  12. お前じゃないさ
  13. 風
  14. You美容室
  15. - メンバー一門一答 -
  16. クイズ好き
  17. 前を向いて
  18. 当たり前の歌
  19. デジタル時代
  20. トイレこの先左なの
  21. エレファント〜キャメル〜バッファロー
  22. 待ちわびて
  23. しまうま
  24. 俺なんでもいいし
  25. - ENCORE -
  26. ジャララ
  27. ハト
  28. 心配性
- ボーナストラック
  1. 心配性 ＜MUSIC CRIP＞
  2. ジラフ ＜MUSIC CRIP＞
  3. バッファロー ＜MUSIC CRIP＞
  4. カバ ＜MUSIC CRIP＞

### 未収録楽曲
- サンタはパパだった
- 結婚って素敵だな
- ズック[注 1]
- だいたいの人、そう[注 2]
- チキン（ニワトリ）
- ザラハイ[注 3]
- 後ろ髪
- 終わりの歌
- げりらっぱのテーマ（作詞：さまぁ〜ず、作曲：ロケットマン）

### 配信限定
- 配信限定コンピ「The Best3」シリーズ「マイナスターズ」（2013年7月24日）

1. 俺なんでもいいし
2. 心配性
3. 動物メドレー　キャメル～ひつじ～バッファロー.

## 出演

### テレビ
- DVD型音楽バラエティマイナスターズTV（2005年1月22日、テレビ朝日）

CDデビューを記念して放送された特番。とある一室に住む1人の男がマイナスターズのDVDを鑑賞しているという設定で内容が進行していった。内容は主にネガティブLIVEや、テレビ・ラジオ番組にゲスト出演した模様などが放送された。
ゲストにnobodyknows+、大熊英司、堂真理子、さとう珠緒、安めぐみ、財津和夫などが出演。また、上述のDVDを鑑賞している男は、番組の途中などで視聴する様子が映し出されるもののハッキリとは顔出しされずに番組は進行していく。番組のエンドロール後にやっとその正体が明かされるが、その男はなんと妻夫木聡であった（妻夫木が自室でマイナスターズのDVDを鑑賞していた、というオチ）。
- めちゃ²イケてるッ!内『笑わず嫌い王決定戦』（2005年2月26日、フジテレビ系）
- おはスタ 火曜日レギュラー（2005年7月5日 - 9月27日、テレビ東京系）
- さまぁ～ずコントTV vol.2（2017年1月1日、フジテレビ系）

### ラジオ
- マイナスターズのオールナイトニッポン（2005年1月25日）